# Bergen (Affing)
Bergen ist ein Gemeindeteil der Gemeinde Affing im Landkreis Aichach-Friedberg, der zum Wittelsbacher Land im Regierungsbezirk Schwaben in Bayern gehört.

## Geographie
Bergen hat etwa 250 Einwohner und liegt an der Lechleite zwischen Mühlhausen und Miedering rund zwei Kilometer nordöstlich vom Flugplatz Augsburg.
Straßennamen sind Augsburger Straße, Jahnweg, Derchinger Straße, Leitenweg, Miederinger Straße und Pfaffensteig.

## Geschichte

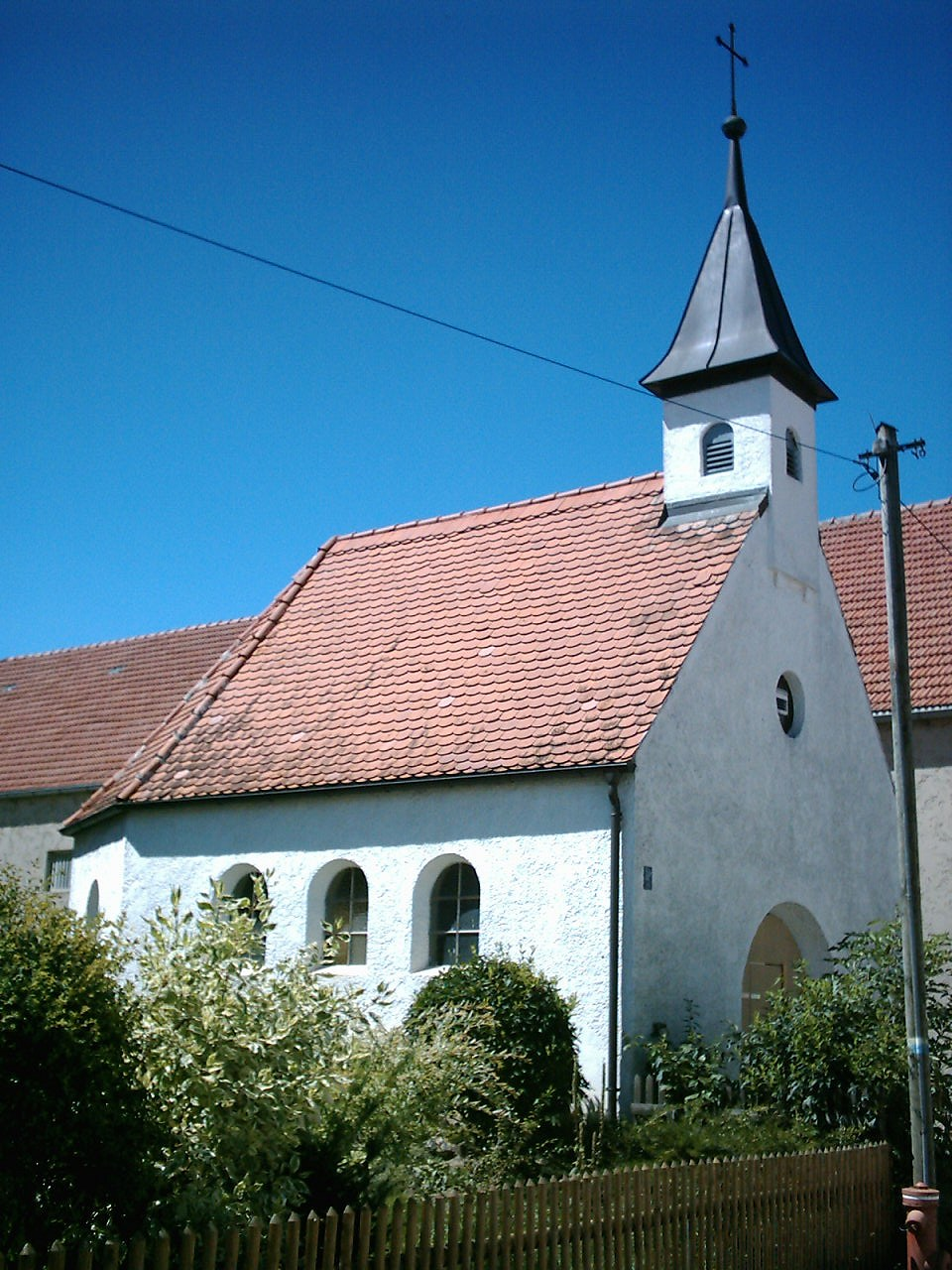
Marienkapelle in Bergen

Bergen (Siedlung am Berg) ist im baierischen Salbuch von 1280 als Perge erwähnt, woraus Gefälle aus zwei Höfen und einem Gut an das herzögliche Amt Mühlhausen flossen. Nach Aufgabe der Burg in Mühlhausen lag der Wirtschaftshof (Sedelhof) der Burg in Bergen (Hofbauer – gegenüber der Marienkapelle).

## Sehenswürdigkeiten
Siehe auch: Liste der Baudenkmäler in Bergen
- Kapelle St. Maria